# Heo Su-gyeong
Dans ce nom coréen, le nom de famille, Heo, précède le nom personnel.
Pour les articles homonymes, voir Heo.
Heo Su-gyeong (en hangeul : 허수경, en hanja : 許秀卿) est une poétesse sud-coréenne née en 1964 à Jinju dans le Gyeongsang du Sud et morte le 3 octobre 2018. 

## Biographie
Heo Su-gyeong est née en 1964 à Jinju dans la province de Gyeongsangnam-do. Heo réalise de brillants débuts littéraires à l'âge de vingt-trois ans, mais elle quitte brusquement la Corée après avoir publié seulement deux volumes de poésie. Elle réside en Allemagne où elle a obtenu un doctorat en philologie dans le département des études orientales de l'université de Münster.

## Œuvre
Heo Su-gyeong insuffle dans sa poésie beaucoup de lyrisme et des images prises à partir de contes et chansons traditionnelles coréennes, créant ainsi une poésie moderne unique exempte des influences modernistes occidentales. On peut dire que cette volonté de préserver sa langue maternelle tout en vivant dans un environnement étranger démontre la volonté de cette poète de se rapprocher de l'essence de la langue coréenne. Dans les poèmes de Heo, la vie se retrouve brisée en morceaux, remplie d'angoisses, d'incohérences, et vouée aux amours difficiles. 

## Ouvrages (sélection)
- (ko) 슬픔만한 거름이 어디 있으랴 Où pourrait-on trouver un meilleur engrais que la tristesse ? (1988)
- (ko) 혼자 가는 먼 집 La maison lointaine où on va seul 1992
- (ko) 내 영혼은 오래되었으나 Même si mon âme a longuement vécu (2001)
- (ko) 청동의 시간 감자의 시간 L'âge du bronze, l'âge des pommes de terre (2005)
- (ko) 빌어먹을, 차가운 심장 Ce satané cœur froid! (2011)